# Cratere Gwydion
Gwydion  è un cratere sulla superficie di Europa.